# Liga Nacionalsocialista de Mujeres
La Liga Nacionalsocialista de Mujeres (en alemán: Nationalsozialistische Frauenschaft, abreviado NS-Frauenschaft o NSF) fue la rama femenina del Partido Nazi. Fue fundada en 1931 como una fusión de varias asociaciones femeninas de carácter nacionalista y nacionalsocialista.

## Historia
Hasta la creación de la NS-Frauenschaft en 1931, la principal organización femenina de carácter nazi había sido la «Orden de Mujeres Alemanas». A finales de 1932 la organización afirmaba tener entre sus filas a 110.000 miembros. El número de miembros aumentó considerablemente tras la toma del poder por los nazis: a finales de 1933 la cifra había aumentado hasta los 850.000, y un año después el NSF tenía en sus filas a un millón y medio de miembros.
En 1938 la militancia de la NS-Frauenschaft alcanzó los dos millones de afiliadas, lo que equivalía al 40% de la militancia que entonces tenía el partido.
Durante el periodo del régimen nazi numerosas miembros del NSF —a través del llamado «Cuerpo Auxiliar de Mujeres»— cooperaron con el Nationalsozialistische Volkswohlfahrt (NSV) y con el Winterhilfswerk.
Desde sus orígenes la dirigente de la NS-Fraunsachft fue Gertrud Scholtz-Klink, bajo el título de Reichsfrauenführerin.